# Antonello Matarazzo
Antonello Matarazzo (Avellino, 23 febbraio 1962) è un artista, pittore e regista italiano.

## Biografia
Pittore, regista e video artista, esponente del Medialismo, (movimento che postula l'integrazione dei vari media), dal 1990 è impegnato nella ricerca nel campo delle arti visive, affiancando o integrando il video alla produzione di opere pittoriche, realizzando workshop, video installazioni e proiezioni in università, gallerie, musei e festival in Italia e all'estero.
Dal 2000, data del suo cortometraggio d'esordio, The Fable (18º Bellaria Film Festival) – prodotto da Fuori Orario (Raitre) – ha partecipato a molti tra i più importanti festival cinematografici nazionali ed internazionali (Mostra internazionale d'arte cinematografica di Venezia, Festival cinéma méditerranéen Montpellier, Torino film festival, Festival international du film sur l'art de Montréal, Arcipelago - Festival internazionale di cortometraggi e nuove immagini, Festival international de cine de Mar del Plata, Festival internazionale del film di Locarno), Festival international du court métrage de Clermont-Ferrand ricevendo numerosi premi e riconoscimenti. La Mostra internazionale del Nuovo Cinema di Pesaro, il Festival internazionale del cinema di Mar del Plata di Buenos Aires e il Festival Signes de Nuit di Parigi hanno proposto sue retrospettive. Nel 2019 l’Istituto Italiano di Cultura di Tirana ha programmato un suo focus presso la Galeria Kombëtare e Kosovës di Pristina.
Le sue opere sono andate in onda su Rai Uno, Rai 2, Rai tre, Rai Educational, Coming Soon Television.

## Mostre
(Aggiornato 2022): Nastri d'argento 2022 - Cinquina Sez. Animazione, Spazio SCENA Reg. Lazio, Roma / Ukrainian Biennale of Digital and Media Art, cura di Iury Lech, Complesso artistico e culturale “ARTAREA”, Kiev, (UA) / Paratissima Art Fair, Biennale Tecnologia - Green iDeal: Dynamic Display, Politecnico di Torino, TO / Doppio Schermo/Ekrane Përballë – Focus Antonello Matarazzo, cura di Alessandra Bertini Malgarini e Bruno Di Marino, Galeria Kombëtare e Kosovës, The National Gallery of Kosovo, Pristina (RKS) / Stendale. L’Abbraccio delle Muse, cura di Fabrizio Fabbri e Gabriele Perretta, Corciano PG / MACRO ASILO (autoritratto), cura di Giorgio de Finis e Maria Laura Cavaliere, Museo MACRO, Roma / The shapes of Italian Design/Midff@iic Stoccolma, cura di MiCue Milano Design, Istituto Italiano di Cultura “C.M. Lerici”, Stoccolma (SE) / Sound & Vision/Interfilm Berlin 2018, “POLITIK” musicato da Basar Ünder; organizzazione Interfilm Berlin, Volksbühne Theater, Berlin (D) / 1st Bck Film Symposium in Athens (Freeze Frame), cura di Gioula Papadopoulou, Balkan Can Kino, Athens (GR) / Schermo a Schermo//Ekrane Përballë – Film e video di artisti italiani e albanesi dagli anni ’60 ad oggi, cura di Adela Demetja, Bruno Di Marino, Università delle Arti, Tirana (AL) / Fuori Norma: La via neosperimentale del cinema italiano, cura di Adriano Aprà, Isola Tiberina, Museo MACRO, Roma / Videoformes 2018 International Digital Arts Event, cura di Maurizio Marco Tozzi, Espace municipal Georges-Conchon, Clermont-Ferrand (F) / Art Summer Nights, coordinamento Vidivit, The Norman, Tel Aviv (IL) / Yap Maxxi 2016/Arte in Video, coordinamento Art Doc Festival, MAXXI, Spazio YAP, Roma / Imago Mundi, coordinamento Campania Chiata Pirozzi, Luciano Benetton Collection, Campania Doni / La ricerca italiana in videoarte 1986-2016, cura di Adriana Amodei e Sandra Lischi, Sala Boris Vian Festival Internacional de la Imagen, Manizales (CO) / Avvistamenti/XIII Mostra del Video e Cinema d’Autore, organizzazione Cine Club Canudo, Palazzo Tupputi, Bisceglie BAT / Tre dvd d’artista by Rarovideo: Paolo Gioli, Antonello Matarazzo, Virgilio Villoresi, cura di Bruno Di Marino, Gabriele Perretta e Chiara Pirozzi – PAN, Palazzo Roccella, Napoli / Immagini e ritratti collettivi al tempo dei new media, Convegno Internazionale a cura di Elena Tavani – Università di Napoli l’Orientale, Palazzo Du Mesnil, Napoli / Maam_Home Theatre. Prima rassegna di videoarte domestica, cura di Giorgio de Finis, MAAM Museo dell’Altro e dell’Altrove di Metropoliz città meticcia, Roma / La posa e il movimento. Visioni tra cinema e fotografia in Francia e Italia, cura di Bruno Di Marino – MAXXI - Museo nazionale delle arti del XXI secolo, Roma / Time is Love.7, cura di Kisito Assangni, The Invisible Line Gallery, London (UK), Gallery Talmart, Paris (F), Pink Gallery, Seoul (KOR) / Fuori Norma - La via sperimentale del cinema italiano (2000-2012), cura di Adriano Aprà, 49a Mostra internazionale del Nuovo Cinema di Pesaro, Pesaro PU / Sguardi Sonori 2012/”Gino on my mind” (omaggio a Gino De Dominicis), cura di Associazione FaticArt – Lazzaretto, Ancona / Carosello Adele-C, cura di Benedetta Di Loreto, organizzazione Adele-C, Pad 20 Hall B03, Salone del Mobile, Milano / Quadratonomade. Opere d’arte in scatola per un museo itinerante, cura di D. Giordano, D. Pinocci, organizzazione 100%Periferia, Palazzo delle Esposizioni, Roma / Corpo Elettronico. Videoarte italiana tra materia, segno e sogno, cura di Gianluca Marziani e Andrea La Porta, organizzazione Fondazione Rocco Guglielmo, Complesso Monumentale del San Giovanni, Catanzaro / Redeln für die Revolution. Fatzer Kurzfilmkino, cura di Bruno Di Marino, Teatro Stabile Torino, Volksbühne, am Rosa-Luxemburg-platz, Berlin (D) / 54a Esposizione internazionale d'arte di Venezia (Padiglione Italia): Campania Senses – Lo stato dell’arte, cura di Vittorio Sgarbi, Museo Cam, Casoria NA / Ravello Festival, cura di Claudio Gambardella, Villa Rufolo, Ravello SA / Les Temps Forts d’Heure Exquise! – Videoarti italiane, cura di Sandra Lischi,Palais des Beaux-Arts de Lille, Lille (F) / Italia Doc, cura di Maurizio Di Rienzo, Casa del cinema, Roma / 53a Mostra d'Oltremare – Il design della decrescita, cura di ADI Campania, Padiglione America Latina, Napoli / VideoAgorà, cura di Silvana Annichiarico, Triennale Design Museum, Milano / Détournement Venise 2009 - 53a Esposizione internazionale d'arte di Venezia (collateral event), cura di Elizabet Glukstein, Molino Stucky e Palazzo Albrizzi, Venezia / Fish-Eye/breve storia del cinema e del video sperimentale italiano dal Futurismo al digitale, cura di Bruno Di Marino, Skola Wysza Psychologii Spolecznej , Varsavia (PL) / BovArchè - Meridiani d'Oriente (circuito Biennale di Venezia), cura di Gabriele Perretta, palazzo Mesiani, Bova RC / Biennale d'Arte Sacra, cura di Carlo Chenis e Marisa Vescovo, Museo Staurós d'Arte Sacra, Isola del Gran Sasso TE / Phoenix, A transformative Multi Media Co-creation, coord. Bayennale 2006, Ghost Town Galleries, Oakland - California (USA) / Città Elettroniche, cura di Bruno Di Marino, Cinema-Teatro Augusteo, Salerno / Attori/Spettatori, cura di Raffaele Curi e Bruno Di Marino, Fondazione Fendi, Roma / Project 59, cura di Irina Danilova, Urals State University, Yekaterinburg (RUS), OkNo Gallery, Chelyabinsk (RUS), University of Chicago, Chicago (USA), Gallery Homeland, Portland, Oregon (USA) / La posa infinita (installazione), Museo nazionale della scienza e della tecnologia Leonardo da Vinci, Milano / Interreg III C - Noè, Conseil de la Région PACA, Marsiglia (F) / Miserere, Fabbrica del Vapore, Milano, Basilica di Santa Maria in Ara Coeli, Teatro Palladium, Roma, PAN (Palazzo Carafa di Roccella), Napoli / p.I.T.t.u.r.a. (ipotesi figurative italiane), cura di Gianluca Marziani, StudioSei Arte contemporanea, Milano / Media.comm(unity)/comm.medium, cura di Gabriele Perretta,  Museo d'arte contemporanea Masedu, Sassari / Imago Mentis, cura di Gabriele Perretta, galleria Romberg, Latina / galleria La Giarina, Verona / Video TV 2000, Centro polivalente Villa Serena, Bologna / Il Bosco Sacro dell'Arte, cura di Angelo Trimarco, Vincenzo Trione, Real Bosco di Capodimonte, Napoli / 10 secondi, Changing Role-Move Over Gallery, Napoli, Laboratorio Politico di Fine Secolo, cura di Gabriele Perretta, Teatro degli Artisti, Roma, Museo archeologico, Formia LT, Aperto, Trevi Flash Art Museum, Trevi PG Arte / 4º International Designexpo - Ex magazzini generali, Roma / Arte Fiera, Bologna / Miart, Milano / Artissima, Lingotto Fiere, Torino / Art Amsterdam KunstRAI, Amsterdam (NL) / Arco, Madrid (SP)

## Mostre Cinematografiche
Giornate degli autori, Venezia / Festival international du court métrage de Clermont-Ferrand, Clermont-Ferrand (F) / Festival internazionale del film di Locarno, Locarno (CH) / Mostra internazionale d'arte cinematografica di Venezia, Venezia / Torino film festival, Torino / Festival de Cine Italiano de Madrid, Madrid (ESP) / Festival Signes de Nuit (regard specifique à A. Matarazzo), Parigi (F) / International Short Film Festival Interfilm Berlin, Berlino (D) / InVideo mostra internazionale di video e cinema oltre, Spazio Oberdan, Milano / Shorts International Film Festival – Maremetraggio, Trieste / Festa internazionale di Roma, Roma / Synthetic Media festival, Taipei (Taiwan) / Dance and Media Japan, Tokyo (J) / Visionaria, International Film Festival, San Gimignano (SI) / Madatac, Madrid (ESP) / Avanca Int.l Film Festival, Avanca (P) / Jumping Frames International Dance Video Festival, Hong Kong (RPC) / Intermediaciones Muestra de videoarte y video experimental, Medellín (CO) / Video Art Miden, Kalamata (GR) / Zeitimpulse Shortfilm, Vienna (A) / Artecinema Arte e Dintorni, Teatro Augusteo, Napoli / Cork Film Festival, Cork (IRL) / Melbourne International Film Festival, Melbourne (AUS) / FILE Electronic Language International Festival, São Paulo (BR) / Festival cinema africano, d'Asia e America Latina, Milano / Milano Doc Festival, Milano / Festival internacional de cine de Mar del Plata (retrospettiva), Buenos Aires (RA) / Festival d'arte di palazzo Venezia, Roma / Mostra internazionale del Nuovo Cinema di Pesaro (retrospettiva), Pesaro / Festival des Cinémas Différents de Paris, Parigi (F)  / Festival international du film sur l'art, Montréal (CDN) / Festival international de film et vidéo de création, Beirut (RL) / Festival international cinéma méditerranéen Montpellier, Montpellier (F) / Expresión en Corto, Guanajuato (MEX) / International Film Festival of Fine Art, Szolnok (H) / Arcipelago - Festival internazionale di cortometraggi e Nuove Immagini, Roma / Fano film festival, Bellocchi di Fano PU / Bellaria film festival, Bellaria RN